# Darkest Dungeon
Darkest Dungeon (česky též Nejtemnější Kobka) je hra na hrdiny vyvinutá společností Red Hook Studios a publikovaná společností Merge Games. Hra byla poprvé vydána pro systémy Microsoft Windows a OS X v lednu 2016. Vydání hry předcházelo roční období vývoje a raného přístupu. Ten samý rok byla hra vydána i pro PlayStation 4, PlayStation Vita  a Linux, s porty pro iOS v roce 2017, a pro Nintendo Switch a Xbox One byla hra vydána v roce 2018. 
Ve hře Darkest Dungeon má hráč za úkol spravovat oddíl hrdinů za účelem průzkumu sklepení pod gotickým sídlem, které hráč zdědil. Herní systém je kombinací pohybu v reálném čase a tahového souboje, hlavní herní mechanika Nejtemnější Kobky je úroveň stresu každého hrdiny, která se zvyšuje s každým dalším průzkumem a bojem; postava která je vystavena přílišnému stresu může být deprimována, taková deprimace omezí nebo případně zlepší jejich výkon průzkumníka. Hra sklidila kladné recenze od kritiků, získala několik nominací a překročila hranici dvou miliónu prodaných kopií. Pokračování bylo oznámeno v únoru 2019. 

## Příběh
Na začátku hry se hráč dozví, že zdědil pozůstalost od příbuzného, který, zatímco hledal slávu a bohatství hloubením sklepení a katakomb pod svým panstvím, objevil portály do temných dimenzí a vypustil řadu hrůzných a zlých stvoření na svět. Jako současný majitel panství a okolní půdy musí hráč najmout skupinu dobrodruhů a uskutečnit expedice, aby očistil panství od nových, ukrutných obyvatel. 
Když se hráč vydá do panství, do sklepení pod ním a na okolní půdu, nalezne memoáry svého příbuzného. Memoáry vypráví o strašlivých skutcích, které udělal ve snaze získat vědomosti a moc. Nakonec je hráč schopen poslat výpravu do titulární Nejtemnější Kobky, zdroje zkázy země, a podniknout kroky k odhalení její konečné podoby. V nejhlubší komnatě se hráč setká s  duchem svého předka, který nyní zůstává „Avatarem plazícího se chaosu“. Poté, co výprava porazí zjevení předka, bojuje se srdcem temnoty - ukáže se, že je předkem veškerého života na planetě. Výpravě se podaří zničit jeho fyzickou podobu i přes velkou oběť, ale duch předka hráči odhalí, že to jen oddálilo jeho nevyhnutelné procitnutí a v konečném důsledku i konec světa . Předek vysvětluje, že se jedná pouze o část nekonečného cyklu v rodové linii hráče, a že hráč nakonec splní stejný osud jako on a jejich potomci. Předek pak tento cyklus stvrdí opakováním svých prvních slov od začátku hry: „Naši rodinu stihla zkáza“.  

## Hratelnost
Darkest Dungeon je hra na hrdiny, ve které hráč spravuje oddíl hrdinů a dobrodruhů, aby prozkoumal podzemí a bojoval se stvořeními uvnitř. Před vstupem do podzemí může hráč využít různá zařízení ve městě, aby propustil nebo naverboval více hrdinů, nebo aby poslal hrdiny provádět různé aktivity, které je vyléčí, pomohou jim získat nové bojové nebo kempingové dovednosti, sníží jejich stres nebo odstraní jakoukoliv deprimaci vzniklou během průzkumu podzemí. Hráč může také nakupovat a prodávat vybavení a zásoby, aby vybavil své hrdiny za pomoci peněz a kořisti získané během průzkumu podzemí. Mnoho z těchto zařízení lze také vylepšit, aby hráč získal další výhody nebo možnosti. Hráč může najmout až 28 (nebo 30 v případě nejjednodušší obtížnosti) hrdinů do jeho oddílu, jakmile je dostavník kompletně upgradován. Každý hrdina patří do jedné z patnácti tříd postav a má své vlastní statistiky a dovednosti, které lze postupem času vylepšovat. Pokud hrdina zemře při průzkumu podzemí,  je ztracen navždy . 
Jakmile hráč dokončí přípravy, vybere čtyři ze svých hrdinů, aby prozkoumali podzemí. Přístup k většině podzemí vyžaduje dokončení několika předchozích podzemí a shromažďování specifických typů kořisti, přičemž tyto pozdější podzemí jsou obtížnější než ty předchozí. Podzemí jsou procedurálně generovány roguelikovým způsobem a prezentovány jako série vzájemně propojených místností s chodbami mezi nimi. Skupiny se pohybují mezi místnostmi v reálném čase, s potenciálem objevit zajímavé objekty nebo náhodná bojová setkání. Když skupina dorazí do místnosti, může být přinucena k boji, ale jakmile je místnost vyčištěna od nepřátel, zůstane bezpečnou zónou, která hráči umožní aplikovat na skupinu léčení a další prostředky. Když dojde k boji, tak se hraje na tahy, přičemž každá postava má svůj vlastní řád. Hrdinové mohou během souboje použít útoky, magii, speciální dovednosti nebo předměty, aby porazili druhou stranu. Pořadí, s kterým se strana pohybuje průchody a místnostmi  je rozhodující, protože ovlivňuje, kdo může interagovat s různými předměty, a dostupné akce, které může postava během boje dělat; například rytíř v zadní části skupiny nemůže snadno zaútočit, zatímco postavy, jako jsou lukostřelci a mágové, mohou zaútočit snadno. Pozice hrdinů se mohou měnit i během boje, ale to může vyžadovat čas nebo bojový tah. Přestože každé podzemí má svůj cíl, hráč se může kdykoli rozhodnout ho opustit a ponechat si veškerou nashromážděnou kořist, ale vzdát se větší odměny za vyčištění podzemí a podstoupit masivní zvýšení stresu každého hrdiny uvnitř skupiny.     